# Укріплення Ханьї
Укріплення Ханьї  — низка оборонних мурів та інших укріплень, які оточують місто Ханья на Криті, Греція.   

## Історія

### Еллінські та візантійські мури
У давнину на місці сучасної Ханії існувало поселення, відоме як Сидонія. До елліністичного періоду, приблизно в ІІІ столітті до нашої ери, Сидонія була оточена мурами. Вони були укріплені Візантійською імперією у VI та VII століттях, до того, як місто було зруйноване сарацинами у 828 році.
Врешті-решт, візантійці під проводом Нікіфора Фокаса у 961 р. знову заволоділи містом та збудували нову фортецю на пагорбі Кастеллі, щоб запобігти другій арабській навалі та укріпити свої позиції на Криті та Егейському регіоні. Для будівництва було використано каміння з інших будівель зруйнованої Сидонії. Деякі частини візантійської стіни в середині міста досі існують на вулиці Сіфака.

### Венеційське панування
Після Четвертого хрестового походу у 1204 р. Крит перейов до Боніфаціо, маркіза Монферрата, який продав його за 100 марок срібла венеційцям. В Ханьї венеційці заснували адміністративний центр та спочатку оселилися у візантійських укріпленнях на пагорбі Кастеллі, але врешті-решт поселення розрослося і за міськими стінами розвинулася низка поселень. У 1336 році було вирішено будувати стіни навколо поселень, які завершили протягом 20 років. Стіни з часом змінювалися і їх висота збільшувалася.
На початку XVI століття розширення Османської імперії стала головною загрозою для венеційців, і вони вирішили побудувати нові укріплення в Ханії, а також Іракліоні та Ретимно. Робота над новими укріпленнями розпочалася в 1536 році за проектом Мікеле Санміхелі та вони були завершені в 1568 році.  Периметр стін склав 3085 м., та вони були оточені оборонним ровом. Будівництво укріплень Ханьї, а також фортеці на острові Святого Теодора коштувало загалом 87 000 дукатів. У 1620 році для захисту гавані Ханьї була побудована фортеця Фіркас. У 1630 році місто було озброєне 319 гарматами, 30 695 гарматними ядрами  та 413,274 фунтами пороху.

### Османське панування
Кандійська війна розпочалась, коли в червні 1645 року прибув османський флот. Османи спочатку висадилися за 15 миль на захід від Ханії, і місцеве ополчення втекло. Місто було в облозі до серпня коли були зруйновані стіни на південно-західній частині міста, втративши загалом під час облоги і штурмів 40 тис. чоловік. Після облоги османи перетворили міські церкви на мечеті, зокрема домініканську церкву Святого Миколая в центральну мечеть (турецька: Hünkar Camısı), відновили зруйновані стіни, а згодом модернізували та відреставрували їх. Ханія залишалась під османським контролем до листопада 1898 року.
Частини стін з південної сторони були знесені Критською державою на початку XX століття, оскільки вони обмежили зростання міста. Об'єднання Критської держави з Грецією відзначався у фортеці Фіркас 1 грудня 1913 року.

## Укріплення
Укріплення Ханьї мали приблизно квадратну форму, зі стінами висотою до 20 м., побудованими під кутом для рикошету ядер, які були оточені ровом шириною 60 м і глибиною 15 м., а кути були посилені такими бастіонами:
Бастіон Святого Сальватора (також відомий як Бастіон Грітті), на північно-західному куті;
Бастіон Святого Димитрія (також відомий як Бастіон Скіаво або Бастіо Ладо), на південно-західному куті;
Бастіон Святої Люсії, на південно-східному куті;
Бастіон Моценіго (також відомий як "Бастіон Сабіонера" або "Піщаний бастіон") у північно-східному куті;         
Фортеця Фіркас, розташована недалеко від Бастіону Святого Сальватора.
Також було три головні ворота:

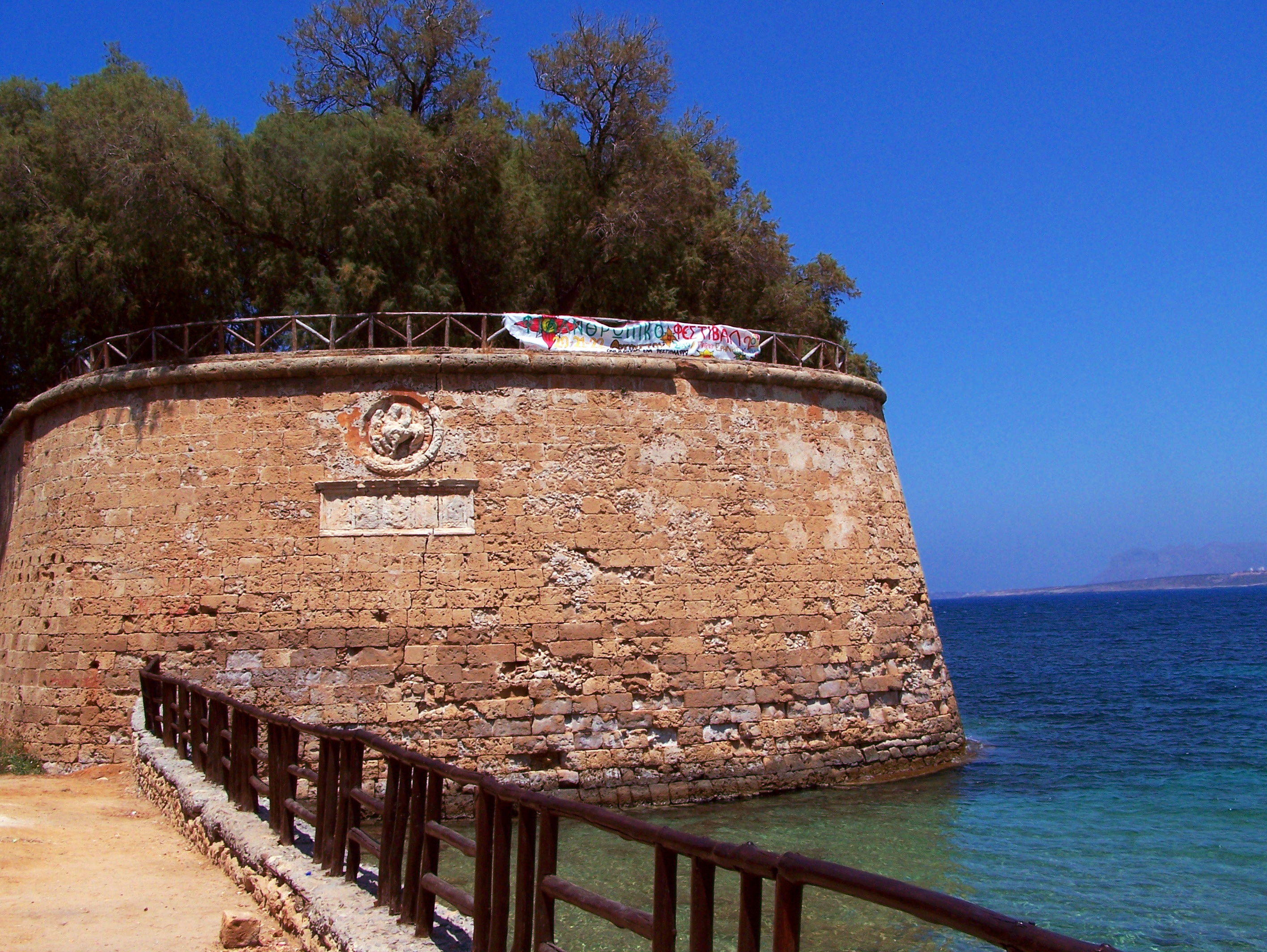
"Піщаний бастіон"

Ворота Святого Сальватора, на західній стороні;
Ворота Ретимно, з південного боку в сторону Ретимно;
Ворота Саббіонара або "Піщані ворота", на східній стороні.
Деякі укріплення були знесені у XX столітті, але частини візантійської та венеційської стін залишаються цілими.

### Фортеця Фіркас
Фортеця (фото) побудована на вході в міську гавань. На її стінах збереглися отвори для кріплення гармат, які розміщені низько для обстрілу ворожих кораблів на вході в гавань.  Вхід в фортецю розташовано з південної сторони фортеці, де розташовано Морський музей Криту. У часи венеційського правління там розташовувався штаб губернатора та казарми, які в такій якості також використовували і османи. Також ці укріплення використовувались османаями як в'язниця.

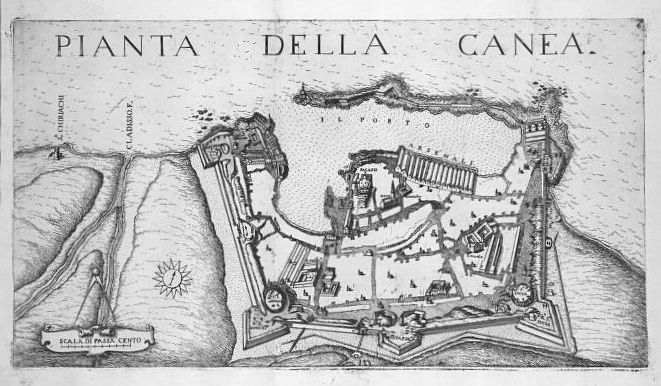
План оборонних споруд міста 1651 р.

### Бастіон Святої Люсії
Напівкруглий бастіон Святої Люсії був побудований у 1568 році та названий в честь церкви, розташованої на вулиці Міной, де збереглись його залишки. Він охоплював південну частину східної сторони укріплень поруч з "Піщаним бастіоном". Бастіон був закопаний в 1930 роках у зв'язку з будівництвом нових вулиць.

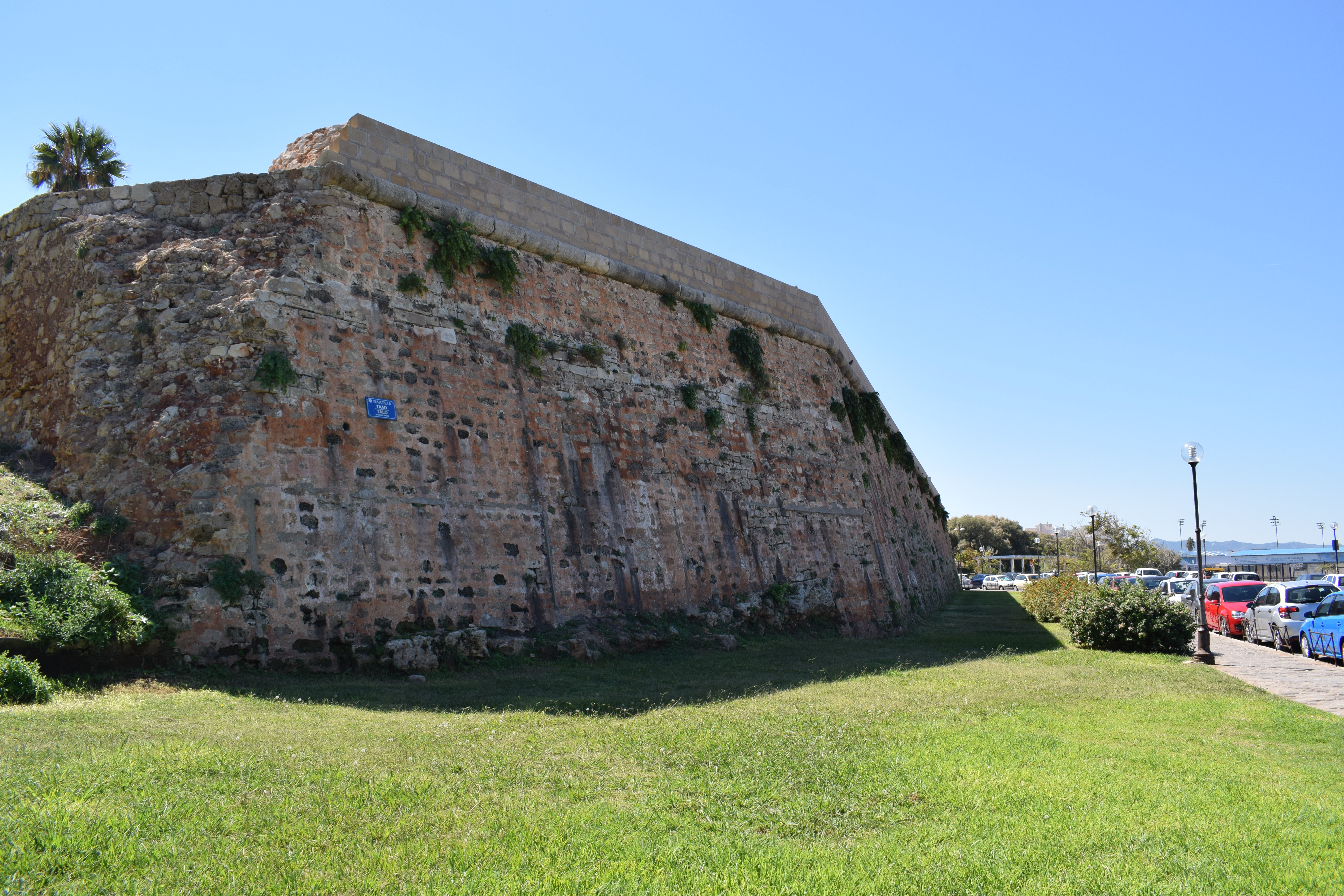
Стіни венеційської доби

### Піщаний бастіон і Піщані ворота
Піщаний бастіон розташовано в північно-східній частині укріплень на штучному півострові, насипаному венеційцями в морі. Бастіон прикрашає знак Венеційської республіки — Лев Святого Марка.
На південь від "Піщаного бастіону" венеційцями було побудовано "Піщані ворота", що ведуть до піщаного пляжу. Османи частково перебудували ці ворота, зменшивши їх розмір.

## Див також
- Франгокастелло
- Фортеця Ізеддін
- Кулес
- Касарма
- Укріплення Іракліона